# Légion arabe libre
La Légion arabe libre (en arabe : جيش بلاد العرب الحرة Jaysh bilād al-ʿarab al-ḥurraẗ ; allemand : Deutsche-Arabische Legion (Sonderverband 287)) était le nom collectif de plusieurs unités du Troisième Reich formées à partir de volontaires arabes du Moyen-Orient et de l'Afrique du Nord de 1941 à 1945 pendant la Seconde Guerre mondiale.

## Origines
Début avril 1941, l'homme politique irakien Rachid Ali al-Gillani et plusieurs autres officiers irakiens, membres du groupe nationaliste Carré d'or, renversent le régime pro-britannique au royaume d'Irak. Le nouveau gouvernement pro-nazi a recherché le soutien de l'Allemagne et de l'Italie à une révolte irakienne contre les forces britanniques dans le Royaume.
Un contact a été établi avec les puissances de l'axe Rome-Berlin-Tokyo avec l’aide du partisan nazi, le grand mufti de Jérusalem Amin al-Husseini qui vivait en Irak depuis son évasion de Palestine mandataire peu de temps avant la guerre.
En mai 1941, la guerre anglo-irakienne a commencé avec l'entrée en Irak des forces britanniques. Le chancelier nazi Adolf Hitler avait accepté d'envoyer des escadres de la Luftwaffe pour soutenir l'Irak, ainsi que la Sonderstab F, une mission spéciale dirigée par Hellmuth Felmy, qui devait soutenir la révolte irakienne et constituer une brigade arabe dirigée par l'Allemagne.
À la fin du mois de mai de la même année, les forces irakiennes avaient été battues par les Britanniques. Amin al-Husseini et Rachid Ali al-Gillani avaient alors fui en Iran puis en Allemagne.
Après l'échec, plusieurs sympathisants arabes ont été expulsés du Moyen-Orient via la Syrie française et se sont retrouvés au cap Sounion, en Grèce sous occupation nazie.

## Unités
En juin, Hellmuth Felmy avait reçu le commandement du Groupe d'armée de la Grèce du Sud et devait poursuivre la levée des unités germano-arabes par l'intermédiaire de la Sonderstab F, qui avait été élargie et « devrait être le bureau central de toutes les questions du monde arabe concernant la Wehrmacht ».
Par conséquent, les deux unités Sonderverband 287 et Sonderverband 288 ont été créées.
La Sonderverband 288 se composait d’Allemands principalement, d’un groupe de traducteurs arabes et d’une société d’imprimerie mobile pouvant produire des tracts en langue arabe, ainsi que d’une équipe chargée de la gestion des installations de production de pétrole.
En janvier 1942, l'unité entière fut transférée en Libye italienne pour se défendre contre les forces britanniques dans le cadre de la campagne d'Afrique du Nord. Il était prévu que cette unité soit utilisée lors d’une invasion du Moyen-Orient par le royaume d'Égypte, mais cela n'est jamais arrivé.
Après plusieurs mois de combats, l'unité a été rebaptisée « Panzer Grenadier Regiment Africa » et finalement capturée par les forces américaines à la suite de la capitulation de toutes les forces de l'Axe en Afrique du Nord en mai 1943.

## Ordres de marche et dénominations successives
| Unité                            | Date       | Type d'unité (arme)              | Bat./Rgt.                                     | Division | Corp | Heeresgruppe | Wehrkreis      | Garnison | Ordre de marche | Effectifs théorique |
| -------------------------------- | ---------- | -------------------------------- | --------------------------------------------- | -------- | ---- | ------------ | -------------- | -------- | --------------- | ------------------- |
| Sonderverband 287                | 04/08/1942 | Infanterie                       |                                               |          |      |              | Wehrkreis III  |          | I. 1-4,         |                     |
| - Stabs Kompanie                 | 04/08/1942 | Commandement                     | Stabs.Kp./Sonderverband 287                   |          |      |              | Wehrkreis III  |          |                 |                     |
| 287 Panzergrenadier-Batalion     | 04/08/1942 | Infanterie mécanisée             |                                               |          |      |              | Wehrkreis III  |          | I. 1-4          |                     |
| - I.Panzergrenadier-Kompanie     | 04/08/1942 | Infanterie mécanisée             | I.PzGr.Kp./287 Panzergrenadier-Batalion       |          |      |              | Wehrkreis III  |          | 1               |                     |
| - II.Panzergrenadier-Kompanie    | 04/08/1942 | Infanterie mécanisée             | II.PzGr.Kp./287 Panzergrenadier-Batalion      |          |      |              | Wehrkreis III  |          | 2               |                     |
| - III.Panzergrenadier-Kompanie   | 04/08/1942 | Infanterie mécanisée             | III.PzGr.Kp./287 Panzergrenadier-Batalion     |          |      |              | Wehrkreis III  |          | 3               |                     |
| - IV.Panzergrenadier-Kompanie    | 04/08/1942 | Infanterie mécanisée             | IV.Pzgr.Kp/287 Panzergrenadier-Batalion       |          |      |              | Wehrkreis III  |          |                 |                     |
| 287 Panzerjäger-Kompanie         | 04/08/1942 | Chasseur de chars                | 287.PzJg.Kp./287 Panzergrenadier-Batalion     |          |      |              | Wehrkreis III  |          | Pz.Jg.Kp        |                     |
| 287 PanzerSpäh-Kompanie          | 04/08/1942 | Reconnaissance semi-mécanique    | 287.Pz.Späh.Kp./287 Panzergrenadier-Batalion  |          |      |              | Wehrkreis III  |          | Pz.Späh.Kp      |                     |
| 287 Sturmgeshütz-Battrie         | 04/08/1942 | Artillerie de campagne           | 287.SturmG.Bttr./287 Panzergrenadier-Batalion |          |      |              | Wehrkreis III  |          | SturmG.Bttr     |                     |
| 287 Werfer-Battrie               | 04/08/1942 | Artillerie - Lanceur de missiles | 287.Werf.Bttr./287 Panzergrenadier-Batalion   |          |      |              | Wehrekreis III |          | Werf.Bttr       |                     |
| 287 Leichte-Pionier-Kompanie     | 04/08/1942 | Génie militaire                  | 287. L.Pi.Kp/287 Panzergrenadier-Batalion     |          |      |              | Wehrkreis III  |          | L.Pi.Kp         |                     |
| 287 Nachrichten-Abteilung (mot.) | 04/08/1942 | Transmission                     | 287. Nach.Abt./287 Panzergrenadier-Batalion   |          |      |              | Wehrkreis III  |          | Nach.Kp         |                     |
| 287 Naschubführer                | 04/08/1942 | Logistique                       |                                               |          |      |              |                |          |                 |                     |

### Sonderverband 287

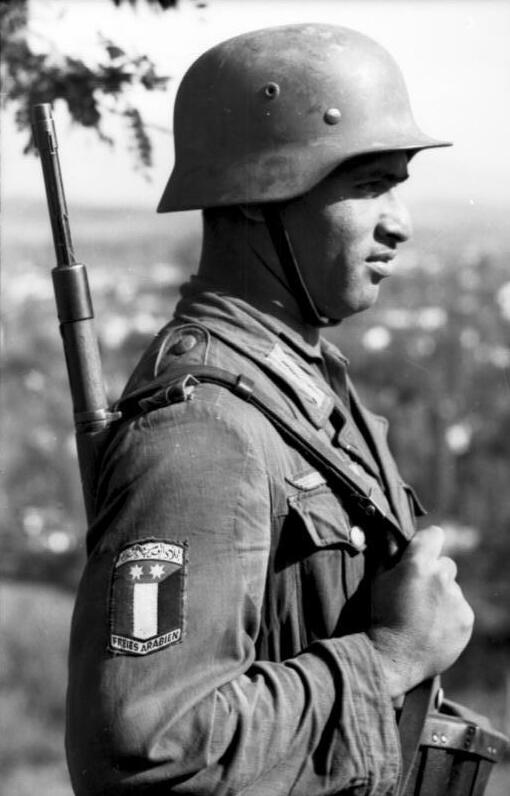
Soldat de la légion arabe libre en service de garde.

Bien que la Sonderverband 288 ne contienne qu'un petit groupe de soldats arabes, la « vraie » Légion arabe libre d'où proviennent les unités arabes venaient de la Sonderverband 287. Le nom « Légion arabe libre » n'était pas le nom d'une unité spécifique, mais un nom englobant toutes les unités arabes de l'armée allemande,.
L'unité a été créée le 4 août 1942 avec l'aide de Amin al-Husseini et de Rachid Ali al-Gillani et composé principalement de musulmans irakiens et syriens, renforcé par d'anciens prisonniers de guerre et d'autres volontaires.
Le 3e bataillon de la Sonderverband 287 a été retiré de l'unité et envoyé comme « Deutsche-Arabische Lehr Abteilung » au Caucase en septembre 1942. Il a fait partie de l'offensive de l'Axe dans la région et du plan allemand visant à former un gouvernement en exil irakien là-bas.
Ils devaient ensuite utiliser la région comme station de force et comme base pour conquérir l'Irak, ce qui ne fut jamais suivi, l'Opération Saturne de la fin de 1942 ayant causé un lourds revers aux allemands.
L'unité fit une action contre l'Armée rouge dans cette région avant son envoi à la bataille en Tunisie par l’Italie en janvier 1943.
La Deutsche-Arabische Lehr Abteilung était utilisée pour protéger le flanc sud du Groupe d'armées Afrique (Panzerarmee Afrika) et de recruter davantage d'Arabes locaux qui ont formé un deuxième bataillon d'auxiliaires utilisés à des fins de garde et de construction.
Toute l'unité a été capturée avec le reste des forces de l'Axe en Afrique, en mai 1943. Les soldats restants du troisième bataillon, le Deutsche-Arabische Lehr Abteilung, qui n’avaient pas été envoyés en Afrique du Nord, ont été utilisés, avec des musulmans français d’Afrique du Nord, pour former le German-Arab Batallion 845 à l’été 1943. Ils servirent dans la région du Péloponnèse en Grèce en tant que membres de la 41e division d'infanterie de la Wehrmacht à partir du mois de novembre de la même année.
Le German-Arab Batallion 845 a lutté contre l'Armée populaire de libération nationale (ELAS - Armée de libération populaire grecque) de la Résistance grecque,. En octobre 1944, il fut retiré de la Grèce pour entrer sur le Front yougoslave et fut renforcé au début de 1945 par l’ajout d'autres Arabes d’un bataillon de volontaires arabes démantelé avant sa formation complète. Il a mis fin à la guerre près de Zagreb dans le cadre de la 104e division de chasseurs de la Wehrmacht.
Les 1er et 2e bataillons de la Légion Arabe Libre qui ne faisaient pas partie de la Deutsche-Arabische Lehr Abteilung ont été utilisés le 2 mai 1943 pour remplacer les pertes et reconstruire le Grenadier Regiment 92 avec une compagnie d'artillerie légère et de pionniers légers, qui a ensuite été rebaptisé en « Grenadier Regiment 92 (MOT) » le 5 juin 1944.
Le régiment s'installe en Yougoslavie pour lutter contre les Partisans yougoslaves et fait partie du Groupe d'armées F.
Le régiment subit de lourdes pertes lors de l'offensive de Belgrade en octobre 1944 et ses restes furent intégrés à la 2e Panzer Armee, où ils furent reconstitués en Panzergrenadier Brigade 92 en janvier 1945.
Toute l'armée a capitulé dans le désarroi en Autriche nazie en mai 1945.